# Nualain
Nualain is een bestuurslaag in het regentschap Belu van de provincie Oost-Nusa Tenggara, Indonesië. Nualain telt 793 inwoners (volkstelling 2010).